# SEB Tallink Open 2013
Il SEB Tallink Open 2013 è stato un torneo femminile di tennis giocato sul cemento indoor. È stata la 7ª edizione del torneo del SEB Tallink Open, che fa parte della categoria ITF 25 K nell'ambito dell'ITF Women's Circuit 2013. Il torneo si è giocato al Tere Tennisekeskus di Tallinn, dal 25 al 31 marzo 2013.

## Campionesse

### Singolare
Aljaksandra Sasnovič ha battuto in finale  Nadežda Kičenok con il punteggio di 7–6(3), 6–2.

### Doppio
Anett Kontaveit /  Jeļena Ostapenko hanno battuto in finale  Ljudmyla Kičenok /  Nadežda Kičenok con il punteggio di 2–6, 7–5, [10–0].